# Ак Уй
Ак Уй (каз. Ақ үй, до 2018 года — Белый Дом) — село в Сарыагашском районе Туркестанской области Казахстана. Входит в состав Куркелесского аульного округа. Код КАТО — 515465280.

## Население
В 1999 году население села составляло 217 человек (112 мужчин и 105 женщин). По данным переписи 2009 года, в селе проживало 396 человек (203 мужчины и 193 женщины).